# Barbara Lang
Barbara Lang, all'anagrafe Barbara May Nedlo (Chicago, 8 aprile 1937) è un'attrice e cantante statunitense, nota soprattutto come interprete di musical.

## Biografia
Ha debuttato a Broadway nel 1960, con la prima di Broadway del musical Do Re Mi con Nancy Dussault. Nel 1962 fu la protagonista romantica di Anything Goes, in scena nell'Off Broadway con Hal Linden; nel 1964 tornò a Broadway come sostituta di Lee Remick nel flop di Stephen Sondheim Anyone Can Whistle, mentre nel 1965 era la sostituta di Inga Swenson in Baker Street. L'anno successivo è nuovamente a Broadway con The Apple Tree con Alan Alda e Barbara Harris, a cui segue l'anno successivo il duplice ruolo della protagonista nel secondo tour statunitense di On A Clear Day You Can See Forever.
Nel 1970 interpreta Abigail Adams nel tour statunitense di 1776 e nel 1973 torna in scena a Broadway come sostituta di Glynis Johns in A Little Night Music; quando la prima donna si ammalò, la Lang andò in scena al suo posto per tre repliche a febbraio, durante le anteprime. Recitò nuovamente in A Little Night Music nel 1975, a Pittsburgh, questa volta nel ruolo di Charlotte Malcolm accanto alla Desirée di Dixie Carter. Nel 1976 era ancora a Broadway, in The Robber Bridegroom con Barry Bostwick; per la sua interpretazione fu candidata al Drama Desk Award alla migliore attrice non protagonista in un musical nel 1977.
Dopo altre esperienze di produzioni regionali, Barbara Lang tornò a Broadway nel 1982 con A Doll's Life, il fallimentare adattamento musicale di Casa di Bambola con George Hearn, Edmund Lyndeck e Betsy Joslyn. Nel 1983 recitò per l'ultima volta a Broadway, in un revival di Mame con Angela Lansbury nel ruolo della protagonista; la Lang interpretava Sally Cato era la prima sostituta per la parte da co-protagonista di Vera Charles. Nel 1989 interpretò Madame Giry nel primo tour statunitense di The Phantom of the Opera con Michael Crawford, in cui rimase fino al 1993.

## Filmografia

### Cinema
- La donna esplosiva (Weird Science), regia di John Hughes (1985)

### Televisione
- L'uomo ombra (The Thin Man) – serie TV, episodio 1x03 (1957)
- Indirizzo permanente (77 Sunset Strip) – serie TV, episodio 1x19 (1959)
- Tightrope – serie TV, episodio 1x08 (1959)
- Charlie's Angels – serie TV, 1 episodio (1981)
- Bolle di sapone (Soap) – serie TV, 1 episodio (1981)
- Mr. Belvedere – serie TV, 1 episodio (1987)